# Janvier 1960
Cette page présente les faits marquants du mois de janvier 1960.

## Événements
- Modibo Keïta, venu en visite officielle au Dahomey en tant que président du gouvernement fédéral, est accueilli à coup de pierres par une population hostile.
- Formation de la République démocratique du Viêt Nam (Nord), soutenue par l’Union soviétique et la Chine.
- Le Premier ministre britannique Harold Macmillan effectue un voyage d'un mois en Afrique.
- Importantes inondations dans le nord de la Grèce.

- 1er janvier :
  - Les Chinois n'ont plus le droit de posséder des commerces dans les campagnes d'Indonésie.
  - En France, entrée en vigueur du nouveau franc par division de l'ancien par 100.
  - Indépendance du Cameroun[1], président Ahmadou Ahidjo.

- 2 janvier : 
  - Le futur champion d'échecs Bobby Fischer gagne le championnat de New York.
  - Arrestation de 21 personnes soupçonnées de tentative de coup d'État au Venezuela.
  - Coup d'État militaire au Laos.

- 3 janvier : 
  - Démission de 11 des 14 membres du Conseil général de Saint-Pierre-et-Miquelon et du sénateur Henri Claireaux en raison des difficultés économiques créées par l'entrée en vigueur du nouveau franc français.
- Évasion du dirigeant communiste portugais Álvaro Cunhal de la prison de Peniche.

- 4 janvier : 
  - Création du Service d'action civique (SAC).
  - Règlement du conflit entre syndicats et patronat dans les aciéries américaines.
  - La Convention de Stockholm crée l’Association européenne de libre-échange (AELE) qui regroupe la Grande-Bretagne, l’Autriche, le Danemark, la Norvège, la Suède, la Suisse et le Portugal.

- 5 janvier : 
  - Combat aérien entre un chasseur à réaction jordanien et deux appareils israéliens au-dessus de la Jordanie.
  - Le déraillement d'un train à Monza en Italie fait quinze morts et des dizaines de blessés.

- 6 janvier : 
  - Visite du Premier ministre britannique Harold Macmillan au Ghana.
  - Les États-Unis disposent de 512 stations de télévision locales et nationales.
  - Un Douglas DC-6 de la compagnie National Airlines s'écrase en Caroline du Nord, faisant 34 morts.
  - Les partis politiques sont à nouveau autorisés en Irak, à l'exception du parti Baas, un parti politique socialiste.

- 7 janvier :
  - Au Québec, Antonio Barrette, nouveau Premier ministre du Québec, succède à Paul Sauvé, décédé subitement quelques jours plus tôt.
  - L'âge du système solaire est estimé par John H. Reynolds de l'Université de Californie à 4,95 milliards d'années.
  - Le bathyscaphe américain Trieste bat un nouveau record de plongée dans une fosse de l'Océan Pacifique en descendant à 24 000 pieds.

- 9 janvier : début de la construction du barrage d'Assouan en Égypte, permettant l’irrigation de plus d’un million d’ha de terres et de cultures. Sa construction menace plusieurs monuments dont les Temples d'Abou Simbel qui devront être déplacés.

- 11 janvier : 
  - Indépendance du Tchad, président Tombalbaye.
  - Des troubles font un mort et 23 blessés à Caracas, au Venezuela.
  - Signature d'un accord entre l'Inde et le Pakistan occidental à propos de leurs frontières communes.
  - Un décret gouvernemental légalise l'avortement en Pologne.

- 12 janvier : 
  - Un laboratoire de General Electric démontre que la bande thermoplastique peut être utilisée pour l'enregistrement d'impulsions électro-magnétiques, en utilisant moins d'espace, et peut être employée pour projeter des vidéos sur l'écran comme un film cinématographique.
  - Accord entre les tribus Luluwas et Baluba-lubilanji, au Congo belge, après trois mois de guerre.
  - Le président indonésien Sukarno prend le contrôle de tous les partis politiques indonésiens.

- 13 janvier : 
  - En France : démission d'Antoine Pinay du gouvernement Michel Debré.
  - En URSS, disparition du MVD, auquel se substitue le KGB.
  - Le Président indonésien socialiste Ahmed Sukarno promulgue des décrets se donnant le droit de dissoudre les partis d'opposition et de diriger la mobilisation politique des indonésiens.

- 14 janvier : l'attorney new-yorkais Julian Andrew Frank fait exploser une bombe dans l'avion qui le transportait, vers la Bolivie, causant sa mort et celles des 33 autres passagers.

- 15 janvier : premier vol de l'avion agricole Yeoman Cropmaster.

- 16 janvier : début d'une Conférence anglo-gréco-turque sur l'avenir de Chypre.

- 19 janvier : 
  - Le FLN confirme son intérêt pour l'autodétermination.
  - Ratification d’un traité de sécurité et de coopération d’une durée de dix ans entre les États-Unis et le Japon qui met définitivement fin à l’occupation du Japon par l’armée américaine.

- 20 janvier – 20 février : table ronde belgo-congolaise où des représentants congolais et belges fixent les étapes suivantes pour l'indépendance du Congo belge. Refus des nationalistes d’accepter le régime parlementaire proposé par les Belges. Ils demandent l’indépendance, ce que la métropole accepte le 30 juin.
- 21 janvier : Un effondrement dans la mine de Coalbrook en Afrique du Sud provoque la mort de plus de 400 mineurs, pour la plupart Noirs, devenant la catastrophe minière la plus meurtrière du pays.

- 23 janvier : Jacques Piccard et Don Walsh, à bord du bathyscaphe Trieste établissent un nouveau record du monde de plongée en descendant à 10 916 mètres au-dessous du niveau de la mer dans la fosse des Mariannes.

- 23 - 30 janvier[2] : IIe conférence des Peuples africains à Tunis.

- 24 janvier : l'équipage allemand Walter Schock-Rolf Moll, sur Mercedes, remporte le 29e rallye automobile Monte-Carlo.

- 24 janvier - 1er février : en Algérie, « semaine des barricades » à Alger après la destitution du général Massu (23 janvier. Une fusillade fait 20 morts.

- 26 janvier :  le premier avion lourd de transport équipé des skis se pose à la base-station américaine de Byrd en Antarctique.

- 27 janvier :
  - Présentation d'un propulseur permettant à des satellites de changer d'orbite dans l'espace.
  - Rejet par l'URSS d'une proposition d'interdire tous les essais nucléaires discernables mais également les explosions atomiques souterraines.

- 28 janvier : des pressions chinoises sur la Birmanie aboutissent à l'expulsion des troupes du Kuomintang, à un accord frontalier sino-birman et à un traité d'amitié et de coopération, neutralisant de fait la politique extérieure du pays.

- 29 janvier : 
  - des médecins américains présentent le premier rein artificiel.
  - Discours du président français pendant la semaine des barricades[3].

## Naissances
- 1er janvier : 
  - Mohamed Bazoum, homme politique nigérien, président du niger depuis 2021.
  - Nono Monzuluku, animateur et chanteur congolais († 10 janvier 2024).
- 2 janvier : Naoki Urasawa, auteur japonais de mangas.
- 7 janvier : Mohammad Djavad Zarif, homme politique iranien.
- 10 janvier :
  - Omar Faye, athlète et homme politique gambien.
  - Benoît Pelletier, homme politique canadien († 30 mars 2024).
- 12 janvier : 
  - Élie Kakou, humoriste français († 1999).
  - Oliver Platt, acteur.
- 18 janvier :
  - Mark Rylance, acteur, dramaturge et metteur en scène de théâtre britannique.
  - Ismail Sabri Yaakob, homme politique malaisien et premier ministre de la Malaisie depuis 2021.
- 20 janvier : Jeff "Tain" Watts, batteur de jazz américain.
- 21 janvier : Pierre Laur, acteur français.
- 22 janvier : Marcos Kyprianou, homme politique chypriote grec, ancien ministre et ancien président de la commission parlementaire.
- 24 janvier : Fridolin Ambongo Besungu, prélat catholique congolais (RDC).
- 25 janvier : Jean-Louis Grinda, homme politique monégasque et directeur de l’Opéra de Monte-Carlo.
- 27 janvier : Samia Suluhu, politicienne tanzanienne et président de la tanzanie depuis 2021.
- 29 janvier : 
  - Gia Marie Carangi, mannequin et première Top Model.
  - Maya Jribi, femme politique tunisienne († 19 mai 2023).
- 30 janvier : Shigeru Sarusawa, footballeur japonais.

## Décès
- 2 janvier : 
  - Paul Sauvé, Premier ministre du Québec alors qu'il était en fonction.
  - Fausto Coppi, coureur cycliste italien.
- 4 janvier : 
  - Albert Camus, prix Nobel de littérature, écrivain français (° 1913).
  - Hermann Fluckiger, ancien ambassadeur de Suisse à Moscou et ancien président du Conseil de ville de Bienne.
- 21 janvier : Chicuelo II (Manuel Jiménez Díaz), matador espagnol (° 16 juin 1929).
- 24 janvier  :  Edwin Fischer, pianiste suisse.